# ژوانی پرونه
ژوانی پرونه (فرانسوی: Joanni Perronet‎؛ ۱۹ اکتبر ۱۸۷۷ – ۱ آوریل ۱۹۵۰) یک شمشیرباز اهل فرانسه بود. 
از افتخارات وی میتوان به کسب مدال نقره مسترز فلوره در بازی‌های المپیک تابستانی ۱۸۹۶ اشاره کرد.